# Trade Federation
De Trade Federation, Engels voor Handelsfederatie, is een fictieve organisatie uit de Star Wars-films. Aan het hoofd van de Federatie staat onderkoning Nute Gunray.
De Handelsfederatie is een organisatie die praktisch een monopolie heeft op alle handel in het Star Wars-universum  aan het einde van de regeerperiode van de Galactische Republiek. De Handelsfederatie wordt geleid door de Neimodianen. De Federatie legde een blokkade van droidcontroleschepen rond de vreedzame planeet Naboo, waar Koningin Padmé Amidala op dat moment regeerde. Tijdens deze gebeurtenissen werd de Federatie gemanipuleerd door de kwaadaardige Sith Meester Darth Sidious. Sidious gaf zijn orders via hologram.
Na een aanval op de planeet Naboo met hun legers (voornamelijk bestaande uit de Battle Droids, maar ook uit vernietigingsdroids (droideka's) werd de Trade Federation door de Galactische Republiek gestraft: zij moest haar leger laten inkrimpen en had zodoende veel vlootschepen verloren. De Federatie had veel onrust veroorzaakt, ook op de hoofdplaneet Coruscant. Senator Palpatine wist door de ellende die de Federatie bracht op zijn thuisplaneet Naboo, op te klimmen tot Kanselier van de Galactische Republiek. Koningin Amidala wist met behulp van Anakin Skywalker (die het droidcontroleschip van de Handelsfederatie van binnenuit wist te vernietigen), de Jedi Qui-Gon Jinn en Obi-Wan Kenobi, het leger van de Gungans en haar eigen leger de Slag om Naboo te winnen van de Neimoidiaanse leiders Nute Gunray en Rune Haako. Heimelijk werden zij echter geleid door de mysterieuze Sith, die het conflict voor hun eigen doeleinden gebruikten. 
Tien jaar later trad de Handelsfederatie toe tot de Separatisten onder leiding van Graaf Dooku, die heimelijk de Sith Leerling (Darth Tyranus) was van Darth Sidious, die tien jaar geleden de Handelsfederatie had gemanipuleerd. Ook andere grote organisaties als de Techno Unie waren hierin vertegenwoordigd. De Handelsfederatie voegde haar eigen legers en vloot toe aan die van de Separatisten en ontwikkelde een heel nieuw type Droid: de Super Battle Droid.
De Handelsfederatie bleef ook tijdens de Kloonoorlogen Droids produceren. Toen Kanselier Palpatine van de Galactische Republiek zich tot Keizer van het eerste Galactische Keizerrijk uitriep, gaf hij de opdracht aan zijn nieuwe leerling, Darth Vader om de Separatisten uit te schakelen door eerst hun leiders te doden en vervolgens hun droidlegers te ontbinden. Alleen het Keizerrijk had nu het machtigste leger. Darth Sidious had de Handelsfederatie niet langer nodig op weg naar de macht, aangezien hij nu alle macht had.

## Kopstukken van de Handelsfederatie
- Nute Gunray (Onderkoning in Episodes I, II en III en in Star Wars: The Clone Wars)
- Lott Dod (Senator voor de Handelsfederatie in de Galactische Senaat in Episode I en Star Wars: The Clone Wars)
- Daultay Dofine (Kapitein van de Saak'ak, het controleschip in Episode I)
- Lushros Dofine (Kapitein op de Brug van het vlaggenschip The Invisible Hand van Generaal Grievous in Episode III)
- Rune Haako (Adviseur in Episode I en III)
- Gilramos Libkath (Adviseur in Episode II)
- Tey How (Communicatieofficier op de Brug van Saak'ak in Episode I)

## Vervoermiddel voor de leiders van de Handelsfederatie
De leiders van de Handelsfederatie, zoals Nute Gunray en Rune Haako maakten gebruik van de Neimoidiaanse shuttle. Deze leek op een grote kever, omdat die op de thuiplaneet (Cato Neimoida) van de Neimidianen leefde. Tijdens de Kloonoorlogen maakten ook belangrijke figuren van buiten de Handelsfederatie gebruik van de shuttle, zoals separatistenleiders als Generaal Grievous.